# Họ Hếp
Họ Hếp (danh pháp khoa học: Goodeniaceae) là một họ thực vật chủ yếu phân bố tại Australia, ngoại trừ chi Scaevola có sự phân bố rộng khắp miền nhiệt đới. Các loài của họ này được tìm thấy gần như ở mọi nơi tại Australia, nhưng nói chung đặc biệt phổ biến trong các khu vực có khí hậu khô cằn hay bán khô cằn.

## Hình thái học
Các loài trong họ Goodeniaceae nói chung là cây thân thảo với các lá mọc vòng. Hoa có một mặt phẳng đối xứng đơn giản (đối xứng đơn). Các thùy của tràng hoa thường nhìn thấy như là ba thùy do 2 cánh ở mép và thường được phân chia ở dưới đoạn giữa. Bầu nhụy hạ.

## Các chi
Họ này chứa 11
-12 chi. 
- Anthotium R.Br.
- Brunonia Sm.
- Coopernookia Carolin
- Dampiera R.Br.: Khoảng 66 loài
- Diaspasis R.Br.
- Goodenia Sm. (bao gồm cả Calogyne, Catosperma, Catospermum, Neogoodenia, Symphyobasis): Khoảng 180 loài
- Leschenaultia DC. (bao gồm cả Lechenaultia)
- Pentaptilon E. Pritz.
- Scaevola L. (bao gồm cả Nigromnia): Khoảng 130 loài
- Selliera Cav.
- Velleia Sm. (bao gồm cả Antherostylis)
- Verreauxia Benth.

Các nguồn khác nhau đưa ra số lượng loài cho họ này là từ 300 tới 404 hay 440.

## Hình ảnh

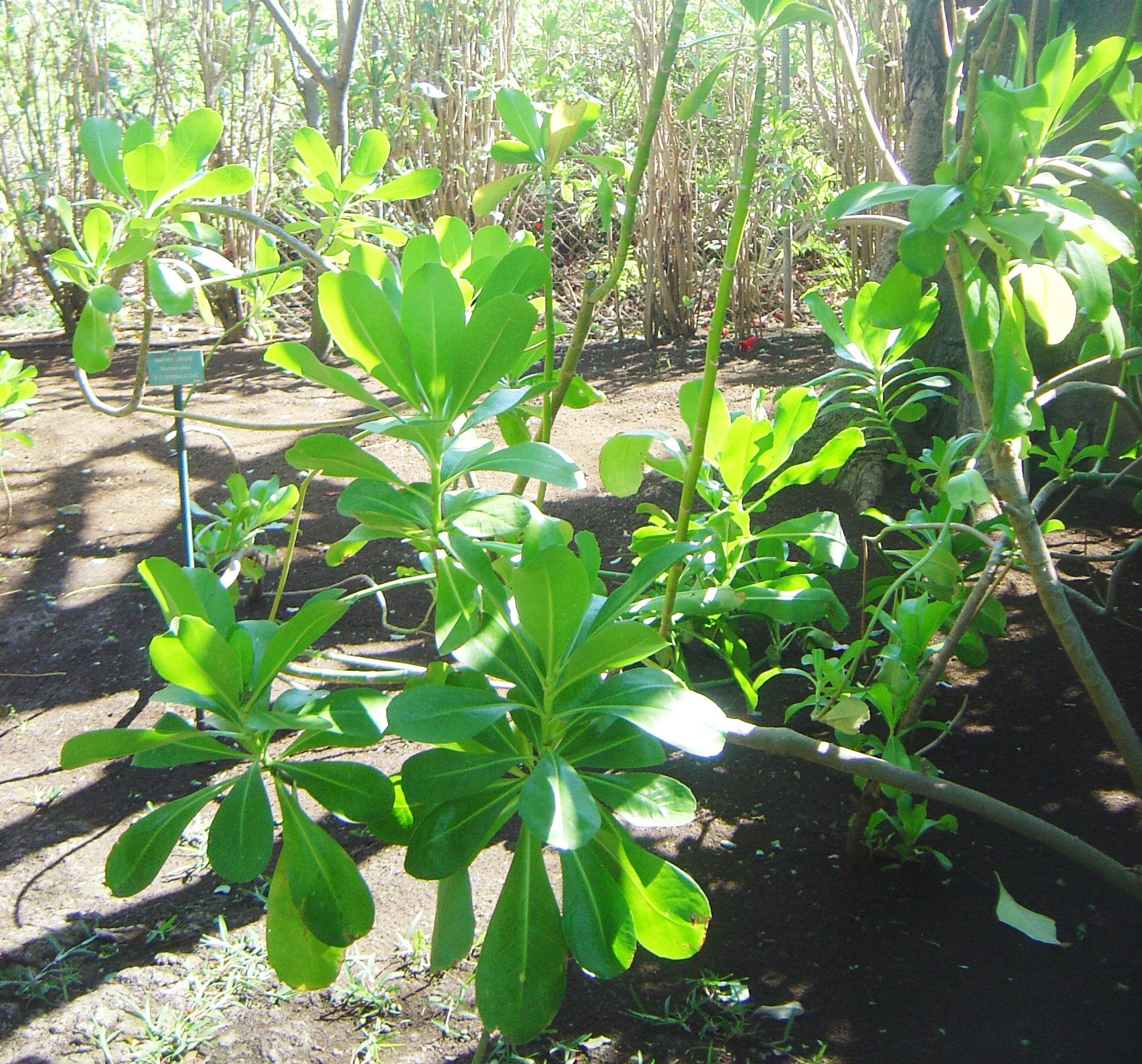
Scaevola taccada
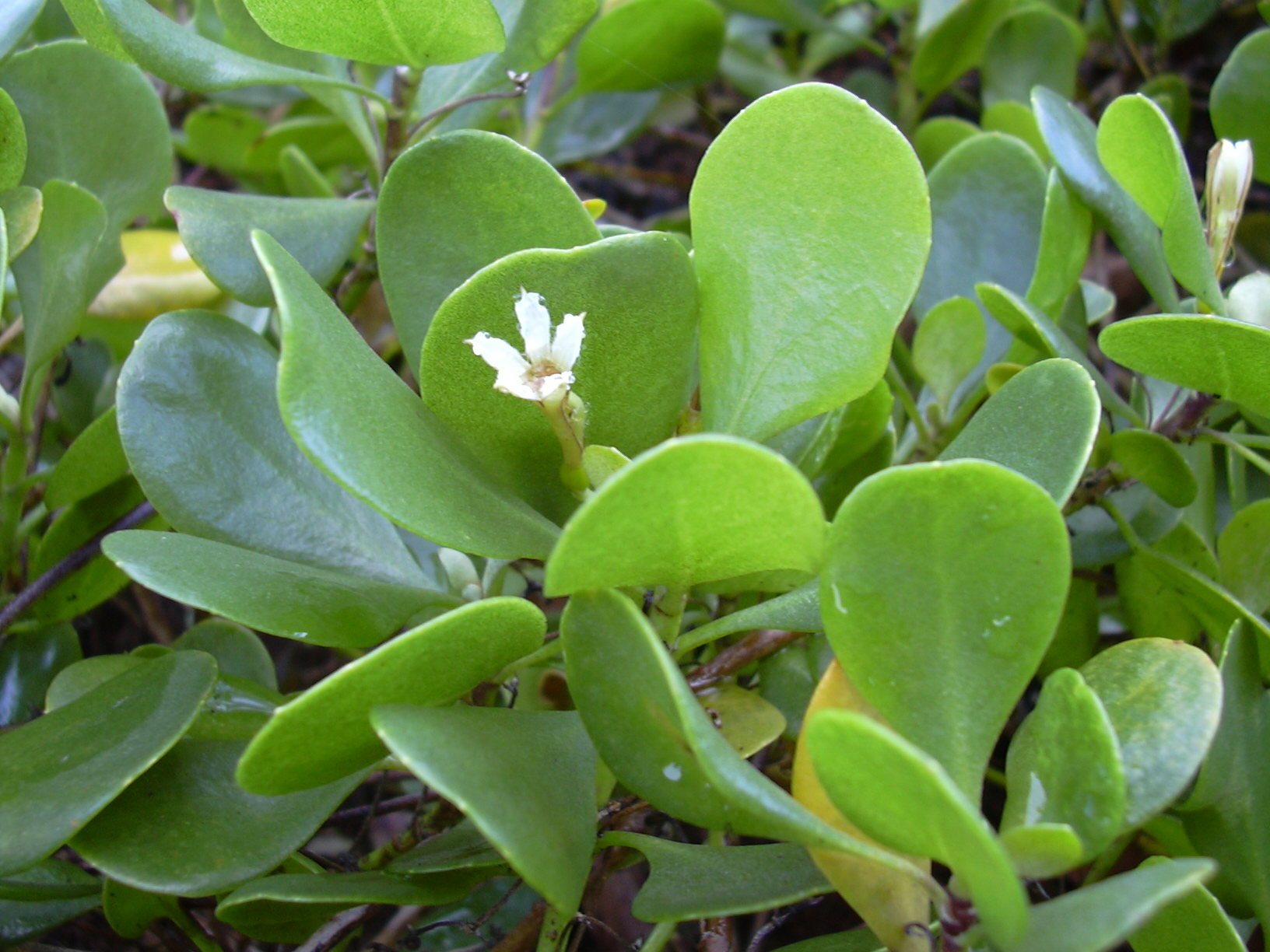
Scaevola coriacea
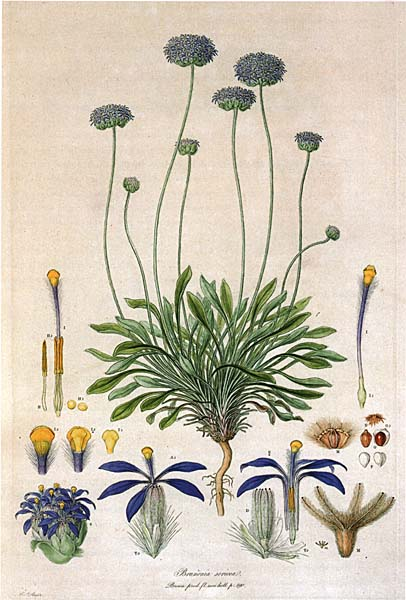
Brunonia australis
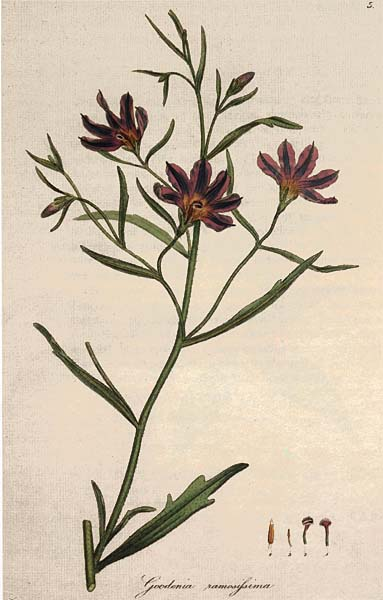
Goodenia ramosissima